# Antonín Fantiš
Antonín Fantiš (* 15. April 1992 in Prag, Tschechoslowakei) ist ein tschechischer Fußballspieler. Der Mittelfeldspieler steht seit 2019 beim FC Trinity Zlín unter Vertrag. 

## Vereinskarriere
Antonín Fantiš begann mit dem Fußballspielen im Alter von fünf Jahren bei Bohemians Prag. Als Fantiš neun Jahre alt war, zog die Familie nach Příbram. Der Mittelfeldspieler schloss sich daraufhin dem FK Marila Příbram an. Den Sprung in den Profikader schaffte Fantiš zur Saison 2008/09.
Mit nur 16 Jahren und 111 Tagen debütierte der Juniorennationalspieler am ersten Spieltag der Saison 2008/09 in der Gambrinus Liga. Sein erstes Ligator schoss Fantiš am 9. Mai 2009 beim 2:1-Erfolg seiner Mannschaft gegen Sigma Olomouc, wobei der zu diesem Zeitpunkt 17-jährige Spieler den Siegtreffer in der Nachspielzeit erzielte. Zur Saison 2010/11 wechselte Fantiš zum FC Baník Ostrava.
Fantiš ist nach Pavel Mezlík (15 Jahre und 331 Tage) und Tomáš Pilík (15 Jahre und 343 Tage) der drittjüngste Spieler in der höchsten tschechischen Spielklasse.

## Nationalmannschaft
Fantiš kam bisher in den tschechischen U-16-, U-17-, U-19- und U-20-Auswahl zum Einsatz.